# 神岡ニュース
神岡ニュース（かみおかにゅーす）は岐阜県飛騨市神岡町（旧吉城郡）、高山市上宝町（旧上宝村）、奥飛騨町（旧上宝村）の高原川流域（高原郷）を発行エリアとする地方紙である。
タブロイド版4ページから40ページで通常は4ページ構成。発刊当初は活版印刷であったが、現在はオフセット印刷の10段組みである。1951年（昭和26年）発刊、1957年（昭和32年）に第3種郵便物認可を受けて、シェアは90％以上。
毎週木曜日発行で、発行人は米澤勇。「峡音」というコラムがある。
朝日新聞社天声人語のコラムニスト荒垣秀雄の生家の近所でも知られている。

## 会社概要
- 商号 神岡ニュース社
- 所在地 〒506-1161　岐阜県飛騨市神岡町船津1152番地の1
- 印刷工場　飛騨市古川町
- 発行部数 4,000部 （2005年3月・自社公称）

## 沿革
- 1955年 - 創刊
- 1957年 - 第3種郵便物認可

## 姉妹紙
- 旧北飛ニュース